# Ева Боурінґ
Éва Кéллі Бóурінґ (англ. Eva Kelly Bowring; 9 січня 1892, Невада, Міссурі, США — 8 січня 1985, Гордон, Небраска, США) — американська політична діячка, сенаторка США від штату Небраска з 16 квітня до 7 листопада 1954 року. Боурінґ народилася в місті Невада, штат Міссурі. 1928 року вона взяла шлюб з Артуром Боурінґом. Разом вони переїахали на ранчо поблизу Меррімана в окрузі Черрі, штат Небраска.
Боурінґ була активною в політичному житті штату Небраска, дотримувалася ідеології Республіканської партії. Вона була призначена в Сенат Сполучених Штатів губернатором Робертом Б. Кросбі, щоб замістити вакантну посаду, спричинену смертю Двайта Ґрізвольда. Це призначення зробило її першою жінкою — представницею штату Небраска в Сенаті. Служила там з 16 квітня 1954 року до 7 листопада 1954 року.
Після служби в Сенаті Боурінґ повернулася до ранчо біля Меррімана. Вона тимчасово працювала в Раді умовно-дострокового звільнення з 1956 до 1964 рік. Вона померла 1985 року, лише за день до свого 93-го дня народження. Після її смерти, ранчо було передано Комісії з ігор та парків Небраски, ставши Державним історичним парком.